# Dar Williams
Dar Williams (født Dorothy Snowden Williams, 19. april 1967) er en amerikansk singer-songwriter i genren "folk-pop".
Hun medvirker ofte ved folk-festivaler i USA. Hun har desuden turneret med kunstnere som Mary Chapin Carpenter, Patty Griffin, Ani DiFranco, The Nields, Shawn Colvin, Girlyman, Joan Baez, and Catie Curtis.

## Diskografi

### Albums
- I Have No History (selvudgivet kassettebånd), 1990
- All My Heroes Are Dead (selvudgivet kassettebånd), 1991
- The Honesty Room (Razor & Tie), 1993
- Mortal City (Razor & Tie), 1996
- End of the Summer (Razor & Tie), 1997
- The Green World (Razor & Tie), 2000
- Out There Live (Razor & Tie), 2001
- The Beauty of the Rain (Razor & Tie), 2003
- My Better Self (Razor & Tie), 2005
- Promised Land (Razor & Tie), 2008
- Many Great Companions (Razor & Tie), 2010
- In the Time of Gods (Razor & Tie), 2012
- Keeping Me Honest: The Honesty Room 20th Anniversary Concert Live (Razor & Tie), 2014
- Emerald (Dar Williams Records), 2015
- I'll Meet You Here (Renew Records), 2021

### Singler og EP'er
- "Alleluia" (Grapevine Label), 1995
- "As Cool as I Am" (Grapevine Label), 1996
- The Christians and the Pagans EP (Razor & Tie), 1996
- What Do You Hear in These Sounds? EP (Razor & Tie), 1997
- "Are You Out There" (Razor & Tie), 1997
- "Play the Greed" (Capricorn Records), 1999
- "I Won't Be Your Yoko Ono" (Razor & Tie), 2000
- "I Saw a Bird Fly Away" (Razor & Tie), 2002
- "Closer To Me" (Razor & Tie), 2003
- "Comfortably Numb" (Zoë Records), 2005
- "Echoes" (Razor & Tie), 2005
- "The Easy Way" (Razor & Tie), 2008
- "Summer Child" (Razor & Tie), 2012
- Folkadelphia Session 6/26/2015 (Download-only EP) (Folkadelphia), 2016

### Videoer
- Live At Bearsville Theater DVD (Razor & Tie), 2007

### MedCry Cry Cry
- Cry Cry Cry (Razor & Tie), 1998
- Live @ the Freight (Download-only album), 2020

### Bidrag
- A Home for the Holidays (Hammer & Lace), 1997 – "What Child is This?"
- Darol Anger – Heritage (Six Degrees Records), 1997 – "While Roving on a Winter's Night" (with John Gorka)
- Hempilation 2: Free the Weed (Capricorn Records), 1998 – "Play the Greed"
- Badlands: A Tribute to Bruce Springsteen's Nebraska (Sub Pop), 2000 – "Highway Patrolman"
- Labour of Love: The Music of Nick Lowe (Telarc), 2001 – "All Men Are Liars"
- The Songs of Pete Seeger Vol.2: If I Had a Song... (Appleseed Recordings), 2001 – "Oh, Had I a Golden Thread" (with Toshi Reagon)
- Dan Zanes & Friends – Night Time! (Festival Five Records), 2002 – "Wild Mountain Thyme"
- This Bird Has Flown – A 40th Anniversary Tribute to the Beatles' Rubber Soul (Razor & Tie), 2005 – "You Won't See Me"
- Remembering Rachel: Songs of Rachel Bissex (Rachel Bissex Memorial Fund), 2005 – "Just Like That" (with Patty Larkin)
- Born to the Breed: A Tribute to Judy Collins (Wildflower Records), 2008 – "Weaver Song (Holly's Song)"
- Big League Babe: The Christine Lavin Tribute Album (Philo), 2008 – "The Kind of Love You Never Recover From" (with Hugh Blumenfeld)
- Patty Larkin - 25 (Signature Sounds), 2010 – "Good Thing"
- Sing SOS > Songs of the Spectrum (Songs of the Spectrum), 2010 – "House on Fire"